# Harry Kim
Harry Kim is een personage uit de sciencefictionserie Star Trek: Voyager. Garrett Wang is de acteur die Harry Kim speelt.
Toen de U.S.S. Voyager vertrok kwam Harry Kim net van de Starfleet Academy af. Hij was derhalve nog zo groen als gras. Hij kreeg een functie als operationeel officier. Hij had er altijd naar verlangd het universum te verkennen.
Harry is bijzonder onzeker over de toekomst. Hij hecht erg aan structuur en aan zijn carrière. Hij hoopt ooit kapitein te worden. Voor hem was het dan ook vreselijk toen de U.S.S. Voyager verdwaalde in het delta-kwadrant. Dit betekende een uiterst onbekende toekomst.
Hij is erg trouw aan Voyager en erg punctueel. Captain Janeway kan daarom erg op hem bouwen. Officieel blijft hij ensign, omdat er geen doorgroeimogelijkheden zijn op één schip. Maar hij hoeft zich na drie jaar niet zo te gedragen. In het jaar 2375 mag hij zelfs diensten draaien als Captain, in de nachtdiensten. In 2377 overtuigt hij zelfs Captain Janeway dat hij een heel kapiteinloos schip kan begeleiden naar zijn thuisoord. Hij nam de missie erg serieus en weigerde de hulp van luitenant Paris. Hij wilde laten zien dat hij het aankon. Dit viel echter best tegen toen er problemen ontstonden. Maar uiteindelijk lukte het hem toch om alles in goede banen te leiden. Het was voor hem een zeer leerzame ervaring. In de toekomst zou hij ook een goede Captain kunnen worden.
Harry Kim is al vanaf het begin bevriend met Tom Paris. Tom Paris was in het begin helemaal niet geliefd, maar Harry gaf meteen al aan dat hij zijn eigen vrienden kiest.
Thuis heeft hij een verloofde in het alfa-kwadrant. Dat is wel 70.000 lichtjaren verwijderd van waar hij nu is, het delta-kwadrant. Hij probeert nieuwe romances (hij wordt snel verliefd), maar staat erom bekend dat hij altijd valt voor de onbereikbare. Dat is niet altijd even gemakkelijk.